# Pyrinia hemixantha
Pyrinia hemixantha är en fjärilsart som beskrevs av W. Warren 1905. Pyrinia hemixantha ingår i släktet Pyrinia och familjen mätare. Inga underarter finns listade.